# Julio Vila y Prades

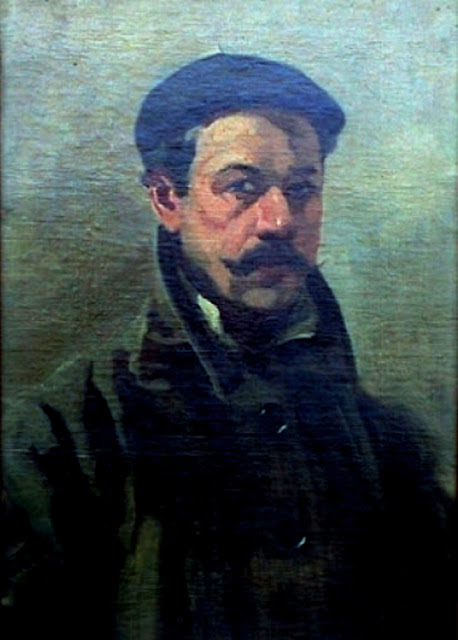
Autorretrato en 1904

Julio Vila y Prades (Valencia, 9 de abril de 1873 - Barcelona, 9 de julio de 1930) fue un pintor español. 

## Biografía
Sus estudios los realizó en la ciudad de Valencia, en la Real Academia de Bellas Artes de San Carlos. Fue discípulo de Francisco Domingo Marqués, Juan Peyró Urrea y de Joaquín Agrasot, en Madrid, y asistió al taller de Joaquín Sorolla. 
Uno de los primeros premios recibidos fue con su pintura Sobre el arroz, la que fue premiada en el año 1904 (obtuvo el segundo premio). Promovió la pintura española en Buenos Aires y estando en Argentina pintó varias obras como Conduciendo hacienda y Primera Junta. Dejó obras suyas en varios países latinoamericanos, tal es el caso de Chile, donde se encuentra su pintura El paso del Ejército Libertador por la cordillera de los Andes (1909, Museo Histórico y Militar de Chile).
En España, se encuentra su obra en museos como el Museo de la Real Academia de Bellas Artes de San Fernando, que conserva un retrato masculino fechado en 1904, el Museo Nacional del Prado, propietario de Conduciendo hacienda, óleo presentado a la Exposición nacional de 1906, depositado en la Capitanía General de Sevilla, y Alhucemas 8 de septiembre de 1925, o el Museo Carmen Thyssen Málaga, donde se expone el cuadro Valencianos (1908), copia de Retratos de Elena y María con trajes valencianos antiguos (1908) de Sorolla, obra costumbrista que retrata a las hijas de Sorolla.Encontramos obra suya también en el Museo de Bellas Artes de Valencia. 
Fue su hermano el periodista Baldomero Vila Prades, nacido en 1870.

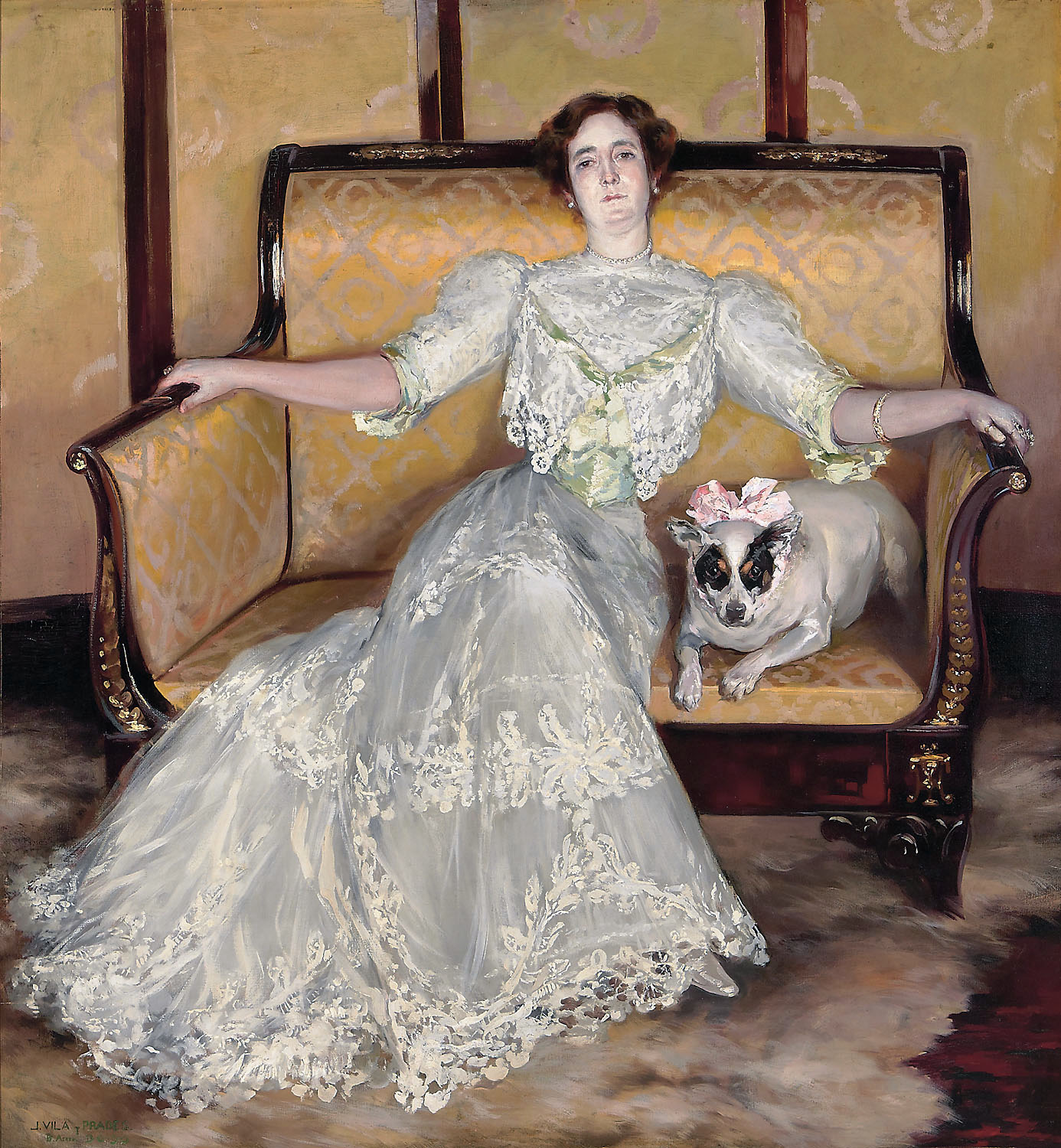
Retrato de dama en un diván con perro (1905)
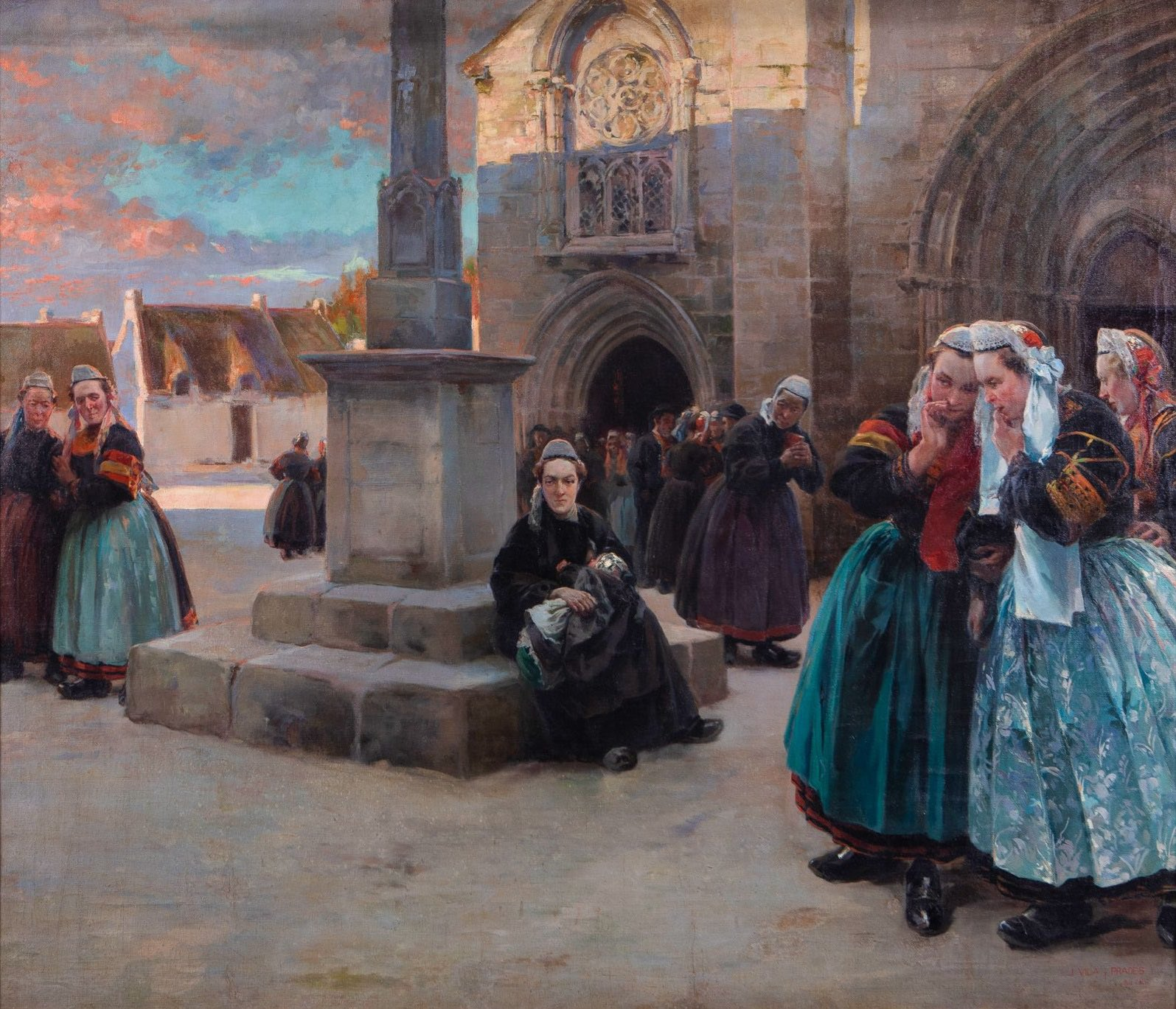
Las Murmuradoras (Bretaña, 1906). Museo de Bellas Artes de Valencia
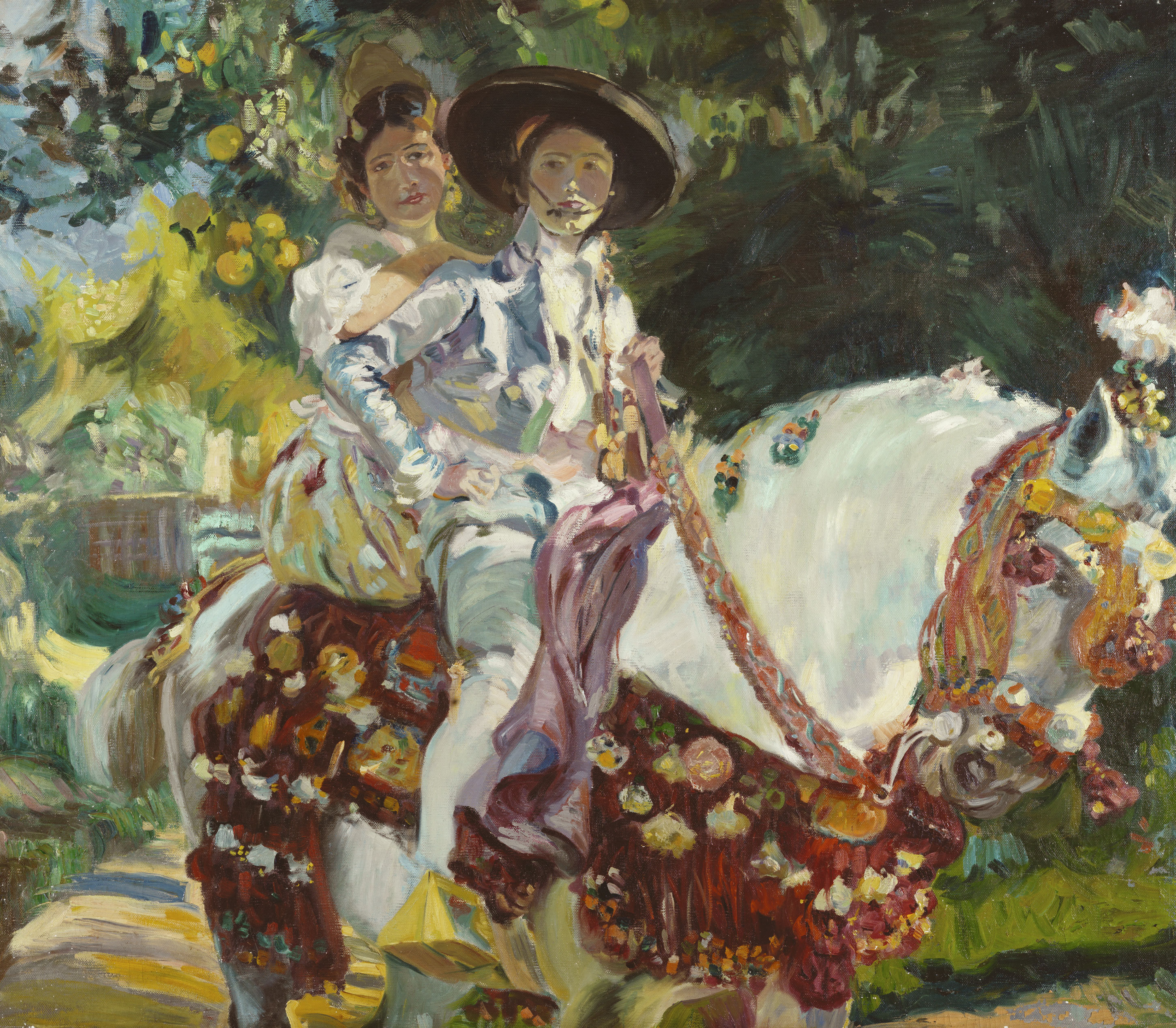
Elena y María con trajes valencianos (1908)
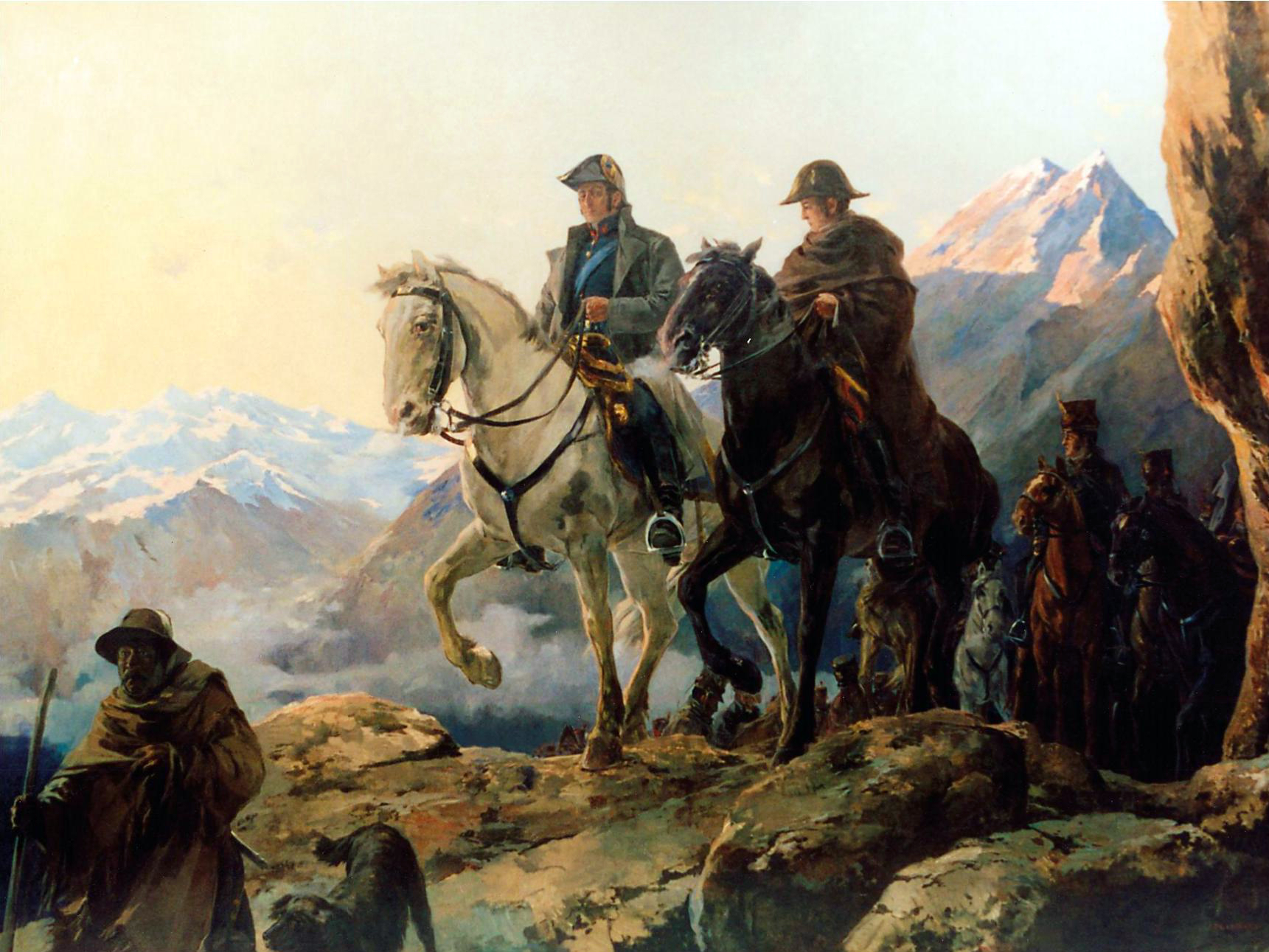
El paso del Ejército Libertador por la cordillera de los Andes en 1817 (1909)
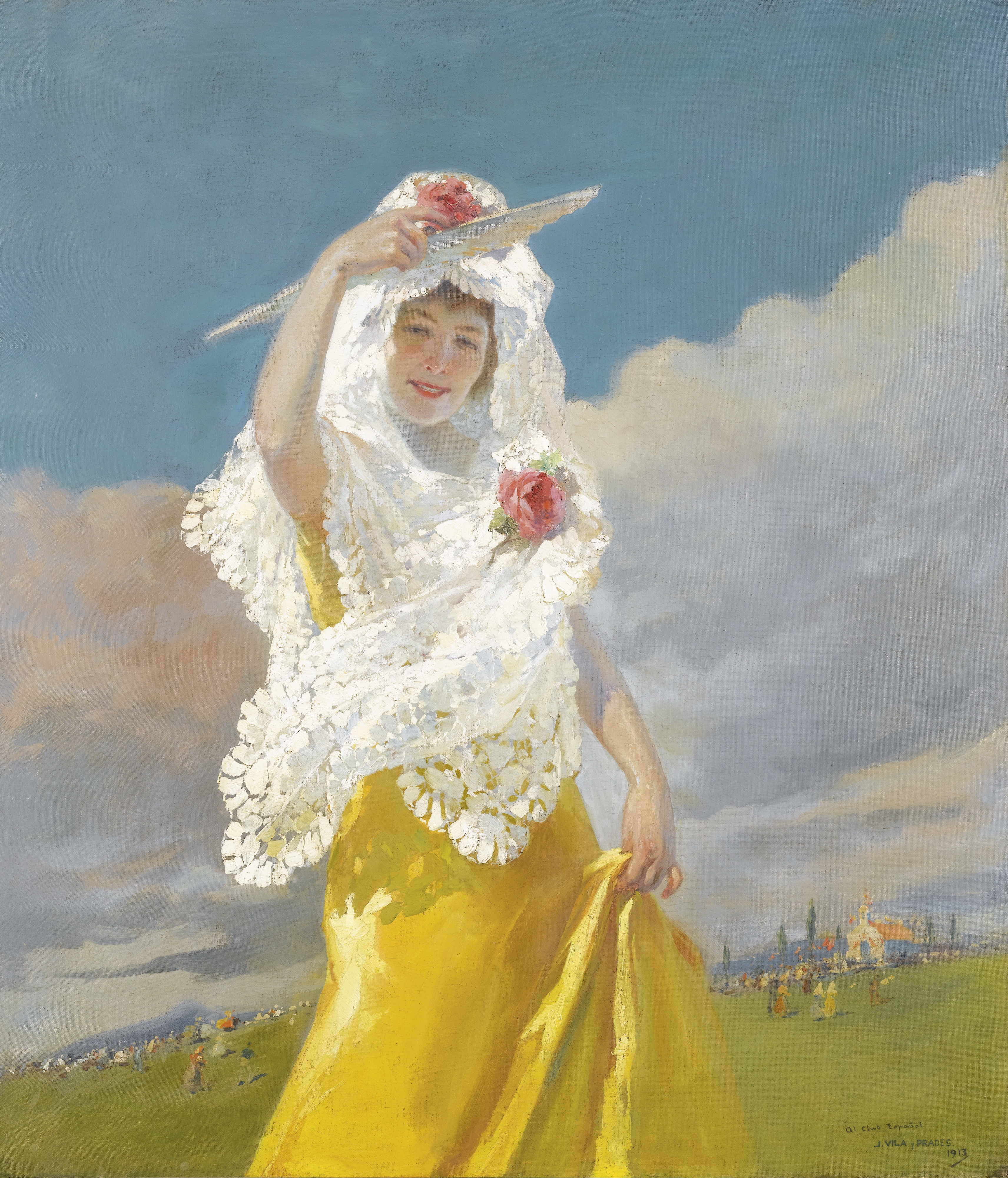
De romería (1913)